# Guia galàctica per a autoestopistes
La Guia Galàctica per a Autoestopistes, en anglès The Hitchhiker's Guide to the Galaxy, és una radiocomèdia escrita l'any 1978 per Douglas Adams.
La va seguir un seguit de llibres, una sèrie de televisió, un joc i una versió cinematogràfica l'any 2005. Totes les versions segueixen la mateixa trama, tot i que es contradiuen en algunes formes, com que Douglas Adams reescrivia la història a cada nova adaptació.

## Sinopsi
La sèrie segueix les aventures d'Arthur Dent, un anglès que reïx escapar de la destrucció de la terra, enderrocada pels Vogons, amb l'objectiu de construir-hi una autopista espacial. Ho fa fent autoestop, juntament amb el seu amic Ford Prefect, el qual és un extraterrestre investigador per la Guia de l'autoestopista galàctic.
Més endavant són salvats per Zàfod Beeblebrox i la seva nau robada anomenada Cor Auri. Zàfod és un cosí llunyà de Ford, que va ser, durant un temps, President Gal·làctic. Viatgen juntament amb Marvin, un androide paranoic que pateix depressió; amb Trillian, una dona que l'Arthur coneixia i és la segona supervivent de la Terra.
Les trames de les sèries de ràdio i televisió són més o menys iguals a les dues primeres novel·les, encara que alguns dels esdeveniments succeeixen en ordre diferent i detalls modificats.

## LaGuia galàctica per a autoestopistes
Al llibre Guia galàctica per a autoestopistes, els personatges visiten Magrathea, un llegendari planeta que tothom creia un conte de fades.
El llibre relata la història d'una raça hiperintel·ligent d'éssers pandimensionals que, milions d'anys abans, havien construït un supercomputador anomenat Pensament Profund, amb l'objectiu de calcular La Resposta a la Pregunta Definitiva sobre la Vida, l'Univers i Tot Plegat. Després d'esperar durant milions d'anys, se'ls revela la resposta, la qual és 42, cosa que desencadena la construcció d'un nou superordinador encara més potent, per tal de poder calcular la pregunta màxima.
Aquesta segona computadora tenia un caràcter orgànic i forma de planeta, era la Terra. Però per mala sort, va ser destruïda minuts abans que pogués culminar el càlcul pel qual havia sigut construïda. Les criatures que en van encarregar la construcció, volen examinar el cervell de l'Arthur per intentar reconstruir la pregunta màxima.

## Llegat i prediccions futures
Si bé l'escriptura d'Adams a Guia Galàctica per a Autoestopistes pretenia principalment burlar-se de l'avenç científic, per exemple, a través de les personalitats artificials incorporades als robots de l'obra, a la vegada Adams havia predit alguns conceptes que des de llavors s'han convertit en realitat. La pròpia Guia, descrita com un petit objecte de la mida d'un llibre que contenia un gran volum d'informació, era anterior als ordinadors portàtils i és comparable a les tauletes. La idea de poder traduir instantàniament entre idiomes, idea que s'insinua al llibre, avui dia és una funció proporcionada pel Peix Babel, i s'ha fet possible des de llavors amb diversos productes de programari que funcionen gairebé en temps real. A la Guia Galàctica per a Autoestopistes de la Galàxia, Adams també esmenta que els ordinadors es controlen per veu, tacte i gest, una realitat per a nosaltres avui.